# Rijksbeschermd gezicht Gouda
Gezicht Gouda is een van rijkswege beschermd stadsgezicht in Gouda in de Nederlandse provincie Zuid-Holland. De procedure voor aanwijzing werd gestart op 18 juni 1976. Het gebied werd op 29 juni 1978 definitief aangewezen. Het beschermd gezicht beslaat een oppervlakte van 77 hectare.
Panden die binnen een beschermd gezicht vallen krijgen niet automatisch de status van beschermd monument. Wel zal de gemeente het bestemmingsplan aanpassen om nieuwe ontwikkelingen in het gebied te reguleren. De gezichtsbescherming richt zich op de stedenbouwkundige en cultuurhistorische waardering van een gebied en wil het toekomstig functioneren daarvan veiligstellen.
Naast een rijksbeschermd stadsgezicht, kent Gouda ook een gemeentelijk beschermd stadsgezicht, namelijk het Tuindorp Josephbuurt